# Waly Boat Tour & Co
Waly Boat Tour & Co est une attraction aquatique de type tow boat ride, située dans le parc d'attractions français Walygator Grand Est à Maizières-lès-Metz, en Lorraine.
Située dans la partie « Village des explorateurs », cette attraction est construite par Mack Rides et ouvre le 9 mai 1989, en même temps que le parc. Son thème a changé à de nombreuses reprises durant son histoire.

## Historique

### L'Embarcadère (1989 - 2008)
L'attraction ouvre le 9 mai 1989 lors de l'ouverture officiel de Big Bang Schtroumpfs sous le nom « L'Embarcadère ».
Construit par la société allemande Mack Rides, l'attraction est un Two boat ride de 450m de long pour une balade d'environ 30 minutes à son ouverture. Le thème de l'attraction regroupe l'Europe et les Schtroumpfs, les bateaux étaient peints en blanc et les bâches des toits étaient aux couleurs des drapeaux des pays qui composaient l’Union Européenne en 1989. Au milieu de l'île principale du lac artificiel se dressait le village des Schtroumpfs, ce dernier possédant des petites maisons champignons comme dans l'univers imaginaire de Peyo, le fondateur des Schtroumpfs. Certains Schtroumpfs étaient dotés d'animations, rendant le tout plus vivant.
Les embarcations passaient par la suite deux ponts, ainsi qu'une grotte où se trouvait "Balthazar", un dragon qui crachait de l'eau.
Très prisé des visiteurs à son ouverture, les décors de l'attraction se dégradent rapidement au fur et à mesure du temps. En 2002, le parc change de nom et devient Walibi Lorraine. La licence des Schtroumpfs étant expirée, les petits hommes bleus quittent définitivement le parc et, par la même occasion, l'attraction.
En 2003, une mini-ferme fut mise en place sur l'île du désormais ancien village des Schtroumpfs. En 2004, c'est l'arrêt total du thème original de Big Bang Schtroumpfs avec le remplacement du thème européen par celui des pirates avec une nouvelle thématisation le long du parcours. L'attraction devient rapidement de moins en moins populaire faute de thématisation intéressante. En 2007, des jets d'eau sont installés proche de l'attraction « Maestro ». En 2008, les bateaux sont totalement repeints pour mieux s'intégrer au thème pirate. C'est la dernière saison de l'attraction sous son nom d'origine.

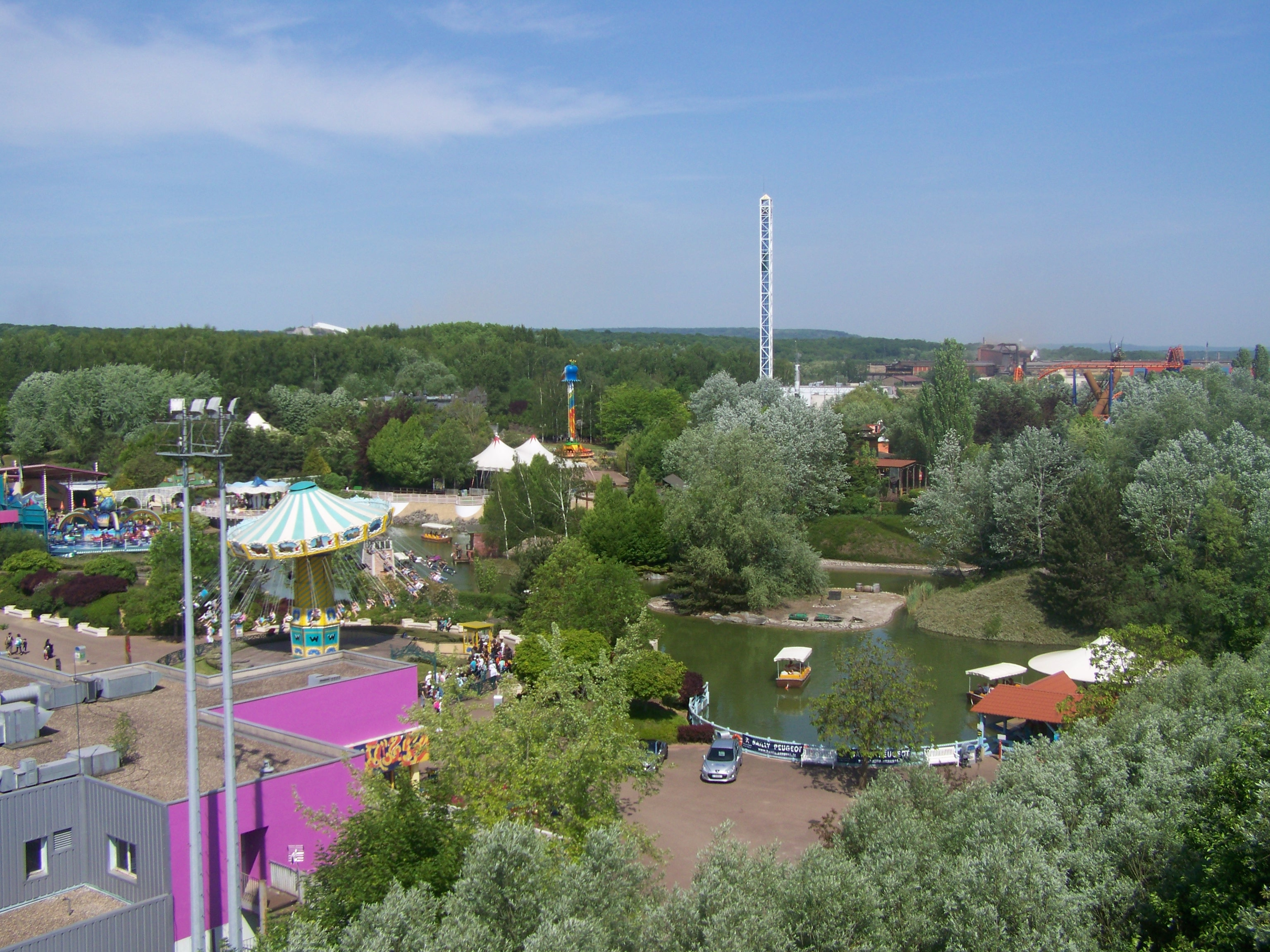
Une vue sur l'Embarcadère en 2006

### Waly Boat V1 (2009 - 2013)
En 2009, l'attraction se renomme sobrement « Waly Boat ». Au fur et à mesure du temps, comme par le passé, les décors de l'attraction se dégradent grandement, faisant que l'attraction est régulièrement critiquée par les visiteurs car jugée inutile.

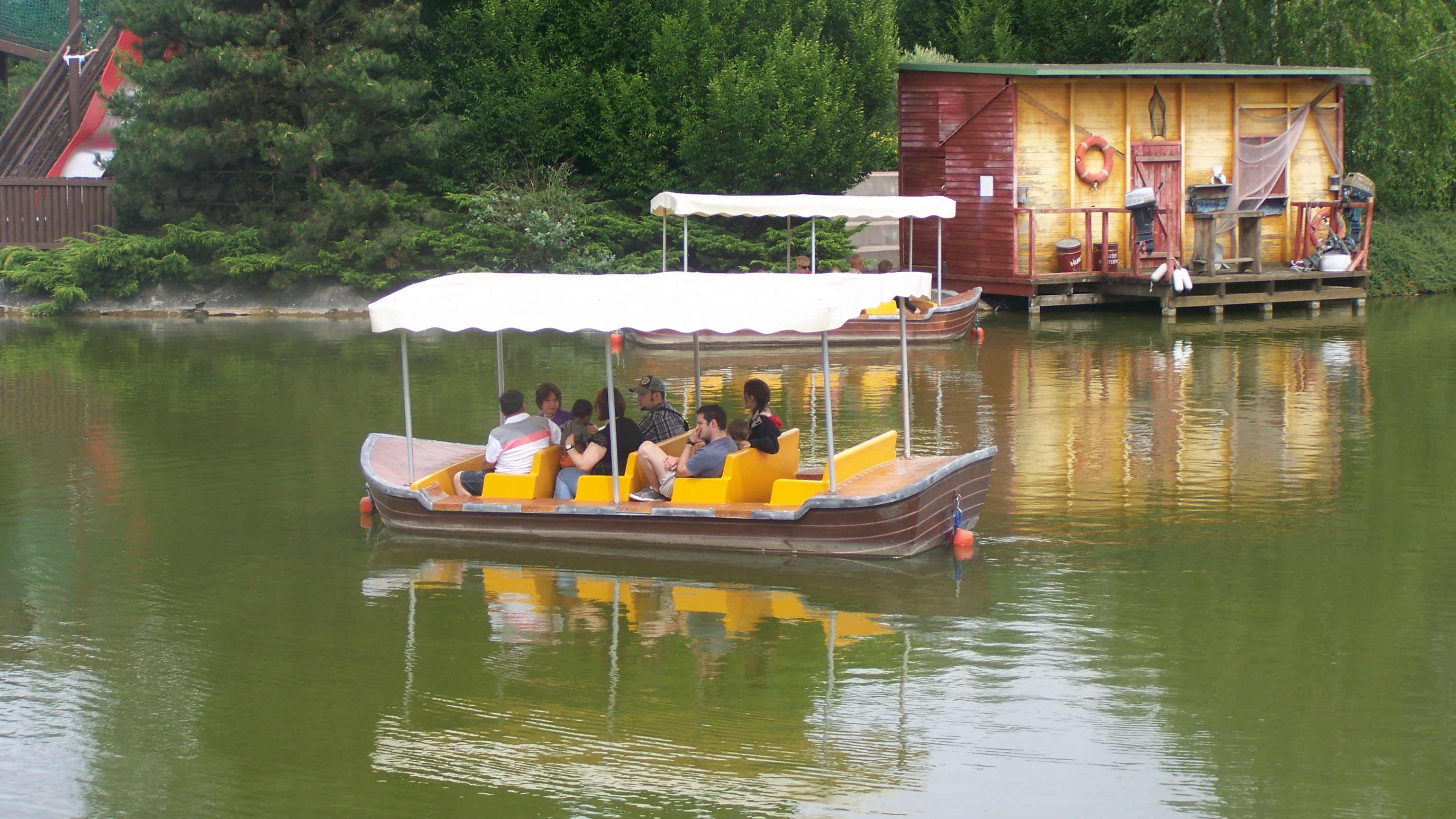
Des visiteurs lors d'une balade de Waly Boat

À la suite de la reprise du parc par Jacqueline Lejeune, la direction entreprend fin 2013 une rethématisation complète du thème de l'attraction sans pour autant changer son nom.

### Waly Boat V2 (2014 - 2022)
Lors de la saison 2014, le Waly Boat ouvre ses portes sous son nouveau thème ; la mascotte du parc, « Waly », traverse en bateau le monde entier pour visiter de nombreux pays et cultures différentes lors de son parcours. Les décors sont totalement changés et l'attraction retrouve une certaine notoriété, avec par la même occasion l'ajout d'animatroniques.

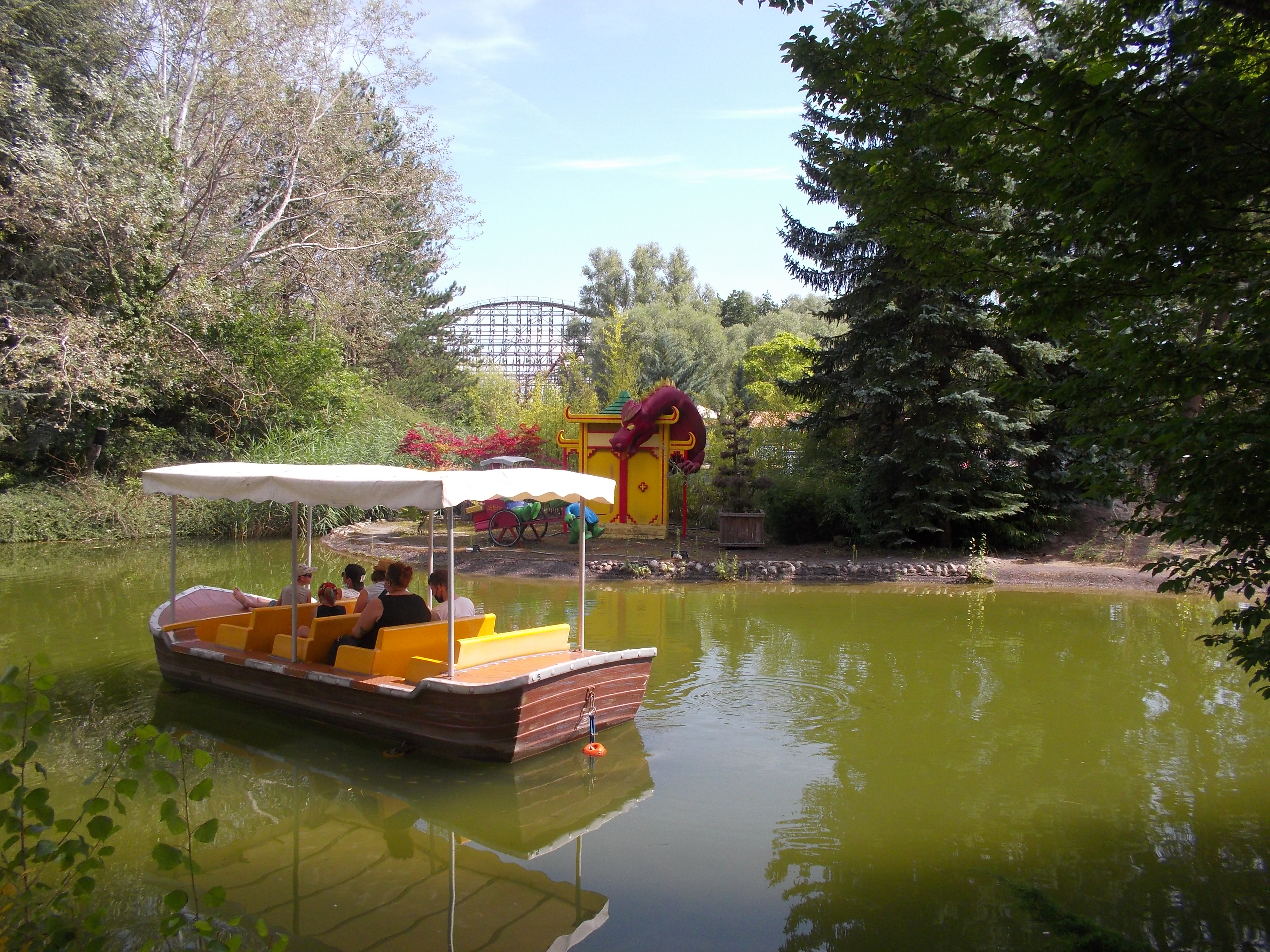
Un nouveau décors lors de la rethématisation de l'attraction

Les années passent sans pour autant que les choses ne changent ; sous la direction d'Aspro Ocio, l'attraction se dégrade une nouvelle fois. Le parcours est légèrement modifié pour réduire le temps de la balade, ainsi, certains décors de 2014 sont supprimés.
Lors de la saison 2022, il est un temps envisagé de potentiellement supprimer l'attraction, cette dernière devenant rapidement trop vieille et peu utilisée par les visiteurs de Walygator Grand Est. Au final, la direction choisit de rethématiser une nouvelle fois cette dernière pour la saison prochaine.

### Waly Boat Tour & Co (depuis 2023)

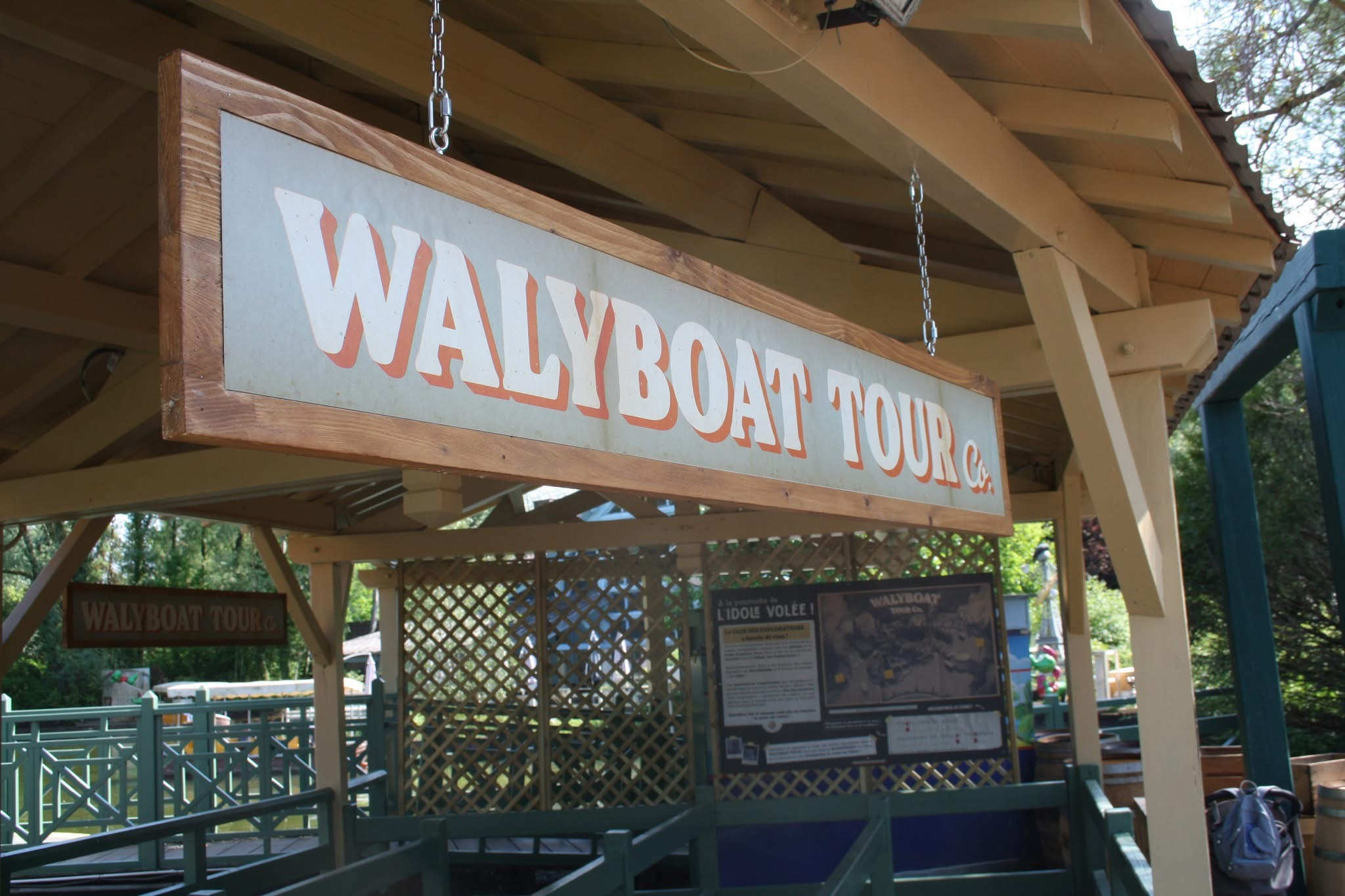
Le panneau d'entrée de l'attraction

Le Waly Boat est rapidement désigné pour être l'attraction phare de la "nouvelle" zone du parc qui s'étend de Main Street à cette dernière, nommée « Le village des explorateurs ». Le thème de faire le tour du monde est maintenu, mais certains décors, devant trop vieillissant, sont remplacés par de nouveaux. Ainsi, en 2023, l'attraction ouvre sous l'appellation de « Waly Boat Tour & Co » et possède la particularité d'avoir des messages cachés lors du parcours, tout comme dans la "nouvelle" zone du parc.